# آنا اهلسترند
آنا اهلسترند (انگلیسی: Anna Ahlstrand؛ زادهٔ ۲۴ اوت ۱۹۸۰) بازیکن فوتبال اهل سوئد است.